# 아서 사드
아서 사드(영어: Arthur Sard, IPA: [ˈɑː(ɹ)θə(ɹ) sɑː(ɹ)d], 1909년 7월 28일 ~ 1980년 8월 31일)는 미분위상수학과 스플라인 보간법으로 유명한 미분 기하학을 연구한 미국의 수학자이다. 그의 업적으로는 사드의 정리가 대표적이다.

## 생애
19009년 7월 28일 뉴욕에서 태어났고, 뉴욕에서 유년을 보냈다. 맨해튼의 퀘이커 사립 학교를 졸업하였고, 하버드 대학교에서 학사 (1931) · 석사 (1932) · 박사 (1936) 학위를 수여받았다. 지도 교수는 마스턴 모스였다.
1937년에 뉴욕 시립 대학교의 퀸스칼리지(영어: Queens College)가 개교하였고, 사드는 퀸스칼리지 최초의 교수 가운데 하나가 되었다. 제2차 세계 대전 동안에는 컬럼비아 대학교에서 다른 수학자들과 함께 폭격기에 장치된 기관총의 조준에 대하여 연구하였다.
1970년에 뉴욕 시립 대학교에서 은퇴하였고, 5년 동안 캘리포니아 대학교 샌디에이고에서 연구원으로 있었다. 1975년에는 스위스 바젤로 이사하여 여러 유럽 대학교에서 강의하였다. 1980년 8월 31일에 바젤에서 사망하였다.